# Brandkronad tangara
Brandkronad tangara (Tangara parzudakii) är en fågel i familjen tangaror inom ordningen tättingar.

## Utseende
Brandkronad tangara är en omisskännlig liten tangara med lysande orangerött ansikte som övergår i gult på hjässa och nacke. Noterbart är en svart öronfläck, svart rygg, opalgrönt under och i en fläck på skuldran samt gulbrun undergump. Östliga fåglar är rödare i ansiktet, de i väst mer orange.

## Utbredning och systematik
Brandkronad tangara delas in i tre underarter:
- parzudakii-gruppen
  - Tangara parzudakii parzudakii – förekommer i Anderna i Colombia till sydvästra Venezuela, östra Ecuador och östra Peru
  - Tangara parzudakii urubambae – förekommer i sydöstra Peru (Cordillera Urubamba i Cusco)
- Tangara parzudakii lunigera – förekommer utmed Stillahavssluttningen i Colombia och västra Ecuador

Sedan 2016 urskiljer Birdlife International och naturvårdsunionen IUCN lunigera som den egna arten "gulmaskad tangara". 

## Levnadssätt
Brandkronad tangara hittas i bergstrakter på mellan 1200 och 2500 meters höjd. Den ses inne i skogar, i skogsbryn eller gläntor. Fågeln uppträder i par eller i smågrupper i större artblandade flockar, vanligen i trädtaket. Den har också noterats besöka fågelmatningar med frukt.

## Status
IUCN bedömer hotstatus för underartsgrupperna (eller arterna) var för sig, båda som livskraftiga.

## Namn
Fågelns vetenskapliga artnamn hedrar fransmannen Charles Parzudaki (1806-1889), handlare i naturhistoriska specimen.